# Ombrière du Vieux-Port de Marseille
Pour les articles homonymes, voir Ombrière et Vieux-Port de Marseille.
L’Ombrière du Vieux-Port de Marseille ou miroir du Vieux-Port est une ombrière-miroir géante de style design-futuriste de science-fiction conçue par le cabinet d'architecture Norman Foster & Partners, et le paysagiste urbaniste Michel Desvigne dans le cadre de Marseille-Provence 2013, sur le Vieux-Port de Marseille, en Provence, dans les Bouches-du-Rhône en Provence-Alpes-Côte d'Azur.

## Histoire
Pour l'occasion de l'évènement Marseille-Provence 2013, capitale européenne de la culture, le quai de la Fraternité du Vieux-Port de Marseille est remodelé dans le cadre d'un vaste plan de réaménagement de l'urbanisme à Marseille. La ville fait appel au célèbre architecte designer britannique Norman Foster & Partners et au paysagiste urbaniste Michel Desvigne,. Dans la même opération est effectuée la fondation du musée des Civilisations de l'Europe et de la Méditerranée de l'entrée du vieux port.

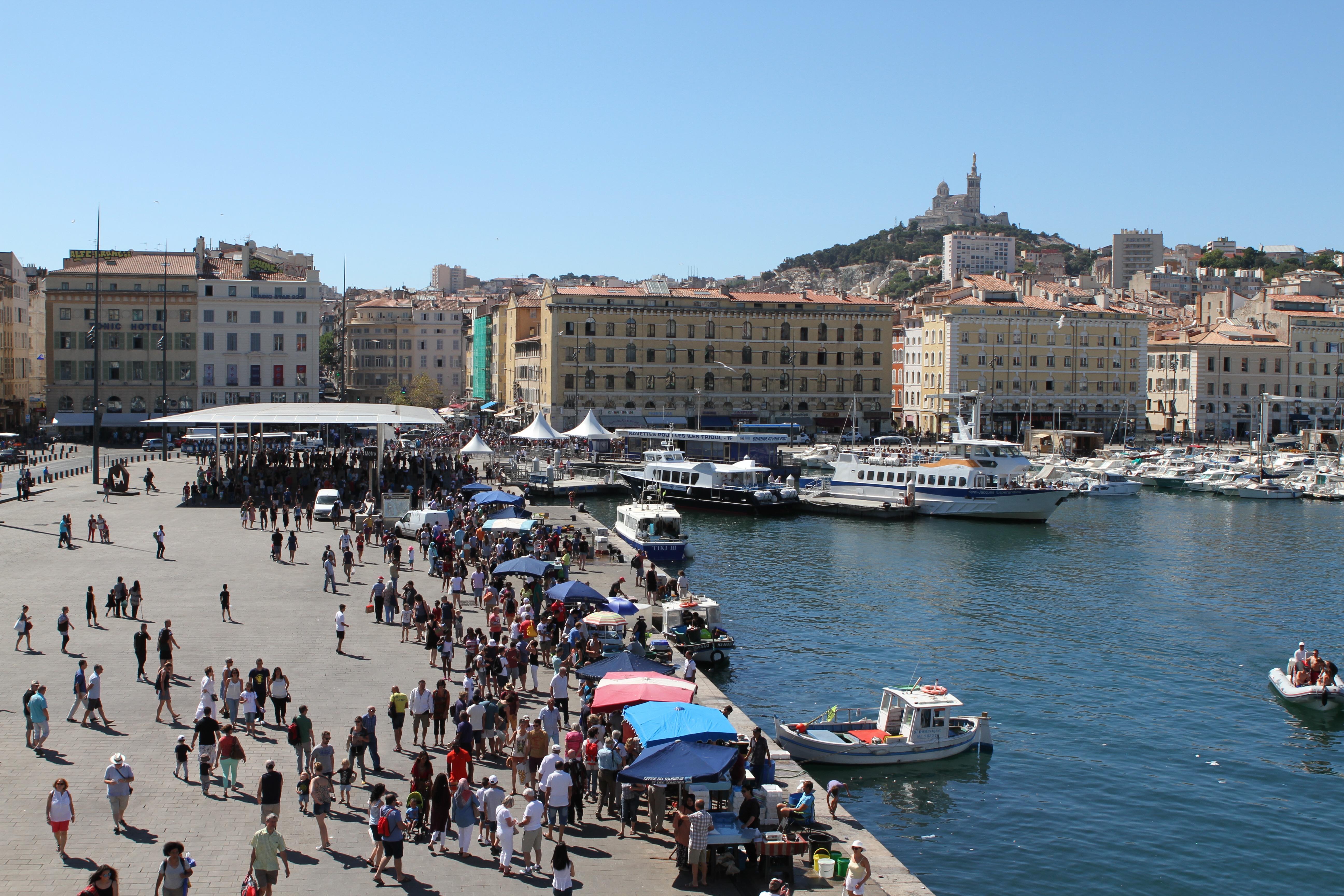

## Description
Au débouché ouest de la Canebière, la vaste esplanade agora piétonne en bordure du Vieux Port est largement agrandie et partiellement couverte dans sa partie sud par une ombrière-miroir géante au design futuriste. Cet équipement urbain géant, sorte d'oeuvre d’art, abrite entre autres partiellement le quai d’embarquement de navette maritime de Marseille vers La Pointe-Rouge et les îles du Frioul, le marché aux poissons du Vieux-Port de Marseille, et divers activités, rassemblements et événements publics.

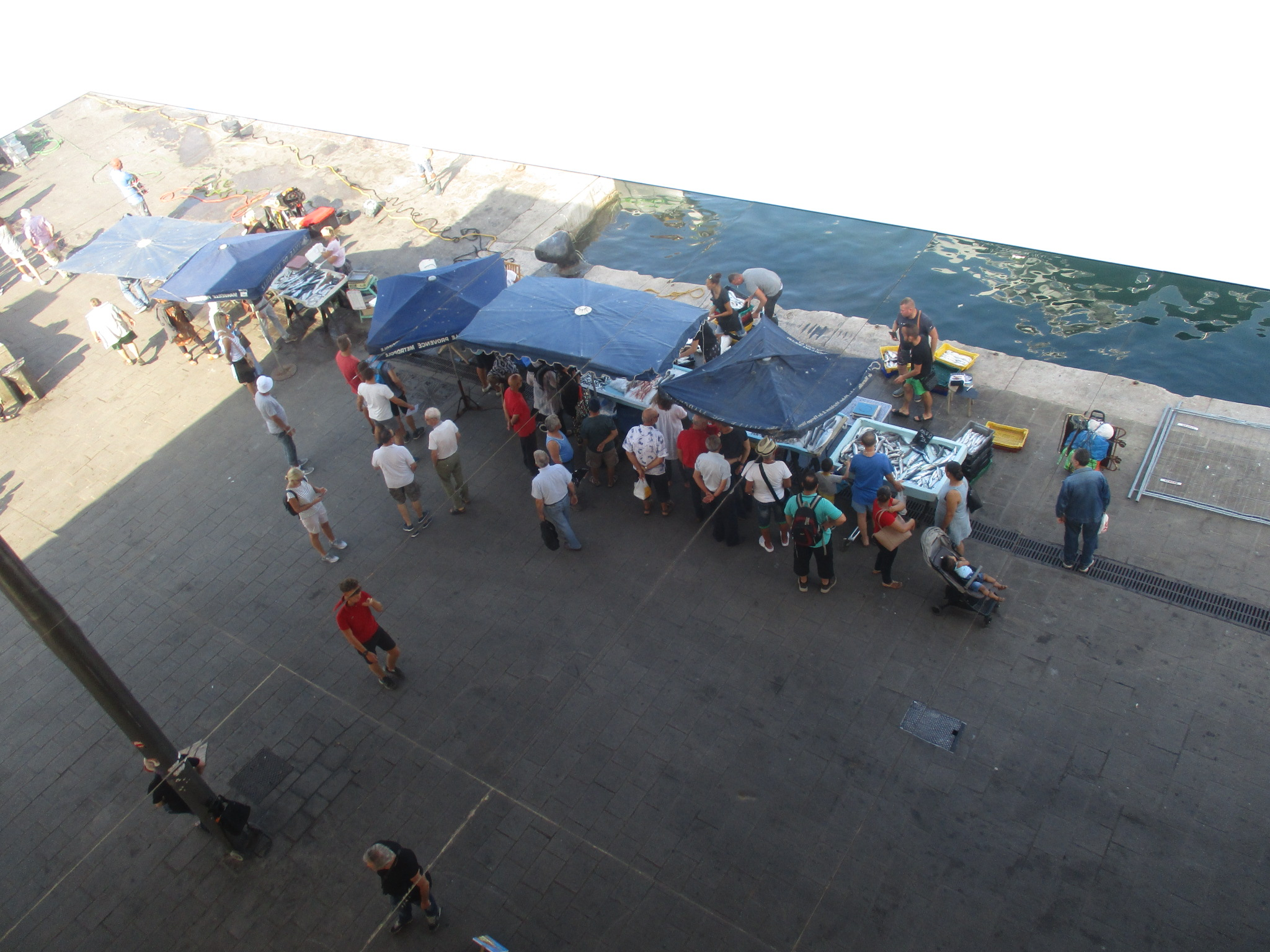

Cet immense abri forme un plafond réfléchissant de 1 000 m2 (22 x 48 m) à 6 m du sol. Il est constitué de 120 panneaux d’inox microbillé pour la toiture, et d’inox poli-miroir pour le plafond réfléchissant, porté par huit poteaux. Ce dolmen-mégalithe ultra design-futuriste de science-fiction, réfléchit les passants, touristes, et photographes amusés, avec des mélanges de jeux de reflets panoramiques volumétriques renversés de sol calcaire, d'air, d'eau, de ciel et de mer, d'ombre et de lumière, sur fond d'ambiance pittoresque emblématique du Vieux-Port de Marseille. 
Ce projet de réaménagement du Vieux Port d'un coût annoncé de plus de 45 millions € est inauguré le 2 mars 2013 par la citation du mythe fondateur de Marseille « C’est ici que la mer a déposé des marins grecs venus d’Asie mineure » du président de la communauté urbaine Marseille Provence Métropole Eugène Caselli, entouré du maire de Marseille Jean-Claude Gaudin, et des présidents du conseil départemental des Bouches-du-Rhône Jean-Noël Guérini et du conseil régional de Provence-Alpes-Côte d'Azur Michel Vauzelle, et de Michel Desvigne (qui cite le jour de l'inauguration « ce port est un lieu historique, la calanque originelle de la ville »),. 